# Doddagandlahalli, Bangarapet
Doddagandlahalli là một làng thuộc tehsil Bangarapet, huyện Kolar, bang Karnataka, Ấn Độ.